# Vieux Rouen
Ne doit pas être confondu avec Vieux-Rouen-sur-Bresle.

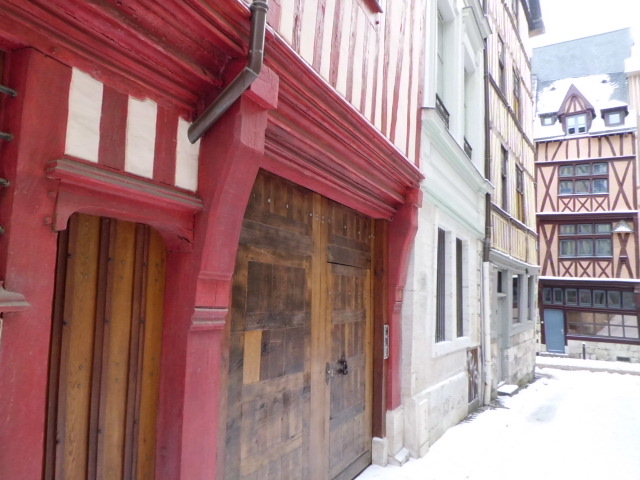
Maisons XVe siècle, XIXe siècle, XVIIe siècle et fin XVe siècle rue Étoupée à Rouen.

Comme dans de nombreuses villes de France, il est possible de retrouver les limites du Vieux Rouen historique, correspondant au tracé actuel des boulevards qui remplacèrent les remparts. C’est à l’intérieur de ces limites que l’on trouve la plus grande partie des maisons et monuments inscrits ou classés par les monuments historiques : 227 au total, ce qui place Rouen parmi les six premières villes de France en matière de richesse patrimoniale et cela malgré la destruction totale de nombreux monuments classés lors de la Seconde Guerre mondiale.
La ville de Rouen est remarquable pour la diversité et la richesse de son tissu urbain : on y trouve des maisons appartenant à des époques variées, depuis le XIIIe siècle jusqu’à l’époque contemporaine.
Rouen est ainsi une des villes les plus hétérogènes de France du point de vue architectural : hétérogénéité des époques donc, mais aussi des matériaux (les pans de bois, la pierre, la brique ou le béton pour les immeubles de la reconstruction), des formes ou des couleurs. À l’opposé de certaines villes classiques comme Bordeaux ou Nancy, Rouen incarna d’ailleurs le modèle de la ville romantique, célébré par Victor Hugo dans un célèbre poème. Cette variété aurait pu être mise à mal par les importantes destructions de la Seconde Guerre mondiale, qui entraînèrent la disparition des quartiers situés entre la Seine et la cathédrale, parmi les plus appréciés des touristes avant-guerre : approximativement un quart de la ville ancienne partit ainsi en fumée. Dans l’ensemble, la reconstruction respecte pourtant les particularités de la vieille ville et, sans recourir au pastiche, tente de proposer une certaine irrégularité des tracés et des formes. Il faut d’ailleurs la distinguer nettement de certains projets immobiliers consécutifs à des destructions volontaires au cours des années 1960-70 : c’est le cas des tours du Front de Seine, des immeubles modernes qui rompent l’harmonie de la rue Eau-de-Robec sur une partie de son tracé et des immeubles groupés autour de la place de la Pomme-d’Or, derrière le jardin de l’hôtel de ville.
Au XXIe siècle, la ville conserve près de 2 000 maisons à pans de bois dont un millier ont déjà été restaurées. Après la destruction quasi totale du centre ancien de Lisieux, la vieille ville de Rouen reste ainsi le plus riche témoignage de l’architecture à pans de bois en Normandie. Les plus anciennes, une centaine, sont antérieures au XVIe siècle, certaines datant même du XIVe siècle, voire antérieurement. Elles sont reconnaissables à leur structure en encorbellement, interdite en 1520 à cause de son rôle supposé dans la propagation des incendies et du rôle attribué au mauvais air dans la propagation de la peste : quelques beaux exemples subsistent rue du Gros-Horloge ou rue Saint-Romain. D’autres sont beaucoup plus récentes puisque l’on construit encore des maisons à pan de bois au XVIIIe siècle, et même au XIXe siècle. On trouve ainsi de nombreuses maisons de tanneurs datant de cette période, et caractérisées par la présence de greniers-étentes autrefois ouverts sur la rue, rue Eau-de-Robec. Avec d’autres rues tout aussi remarquables, comme les rues Damiette ou Cauchoise, elles appartiennent aujourd’hui au secteur sauvegardé, un des premiers créés en 1964 par la loi Malraux, au même titre que Lyon ou Sarlat. 
Ce secteur s’étend sur 42 hectares, excluant les zones reconstruites mais aussi les quartiers Saint-Vivien ou Beauvoisine qui, moins restaurés et moins fréquentés par les touristes, contiennent pourtant de nombreuses demeures anciennes. C’est que les anciennes fortifications, démolies progressivement à partir du XIXe siècle, englobaient une superficie quatre fois supérieure à l’actuel secteur sauvegardé. 

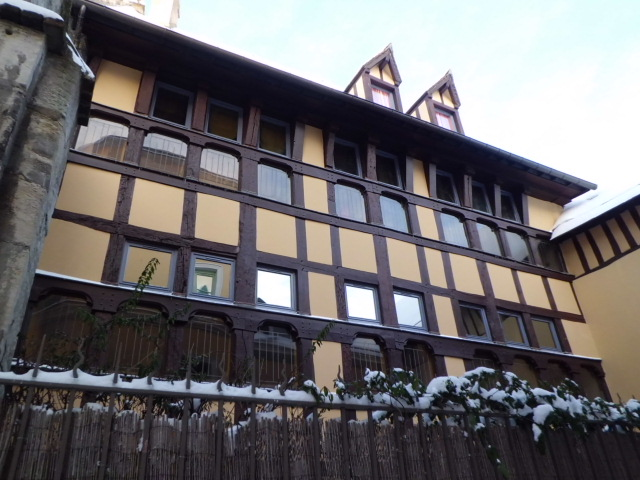
Maison du XIIIe siècle, sans encorbellement, rue Saint-Amand.
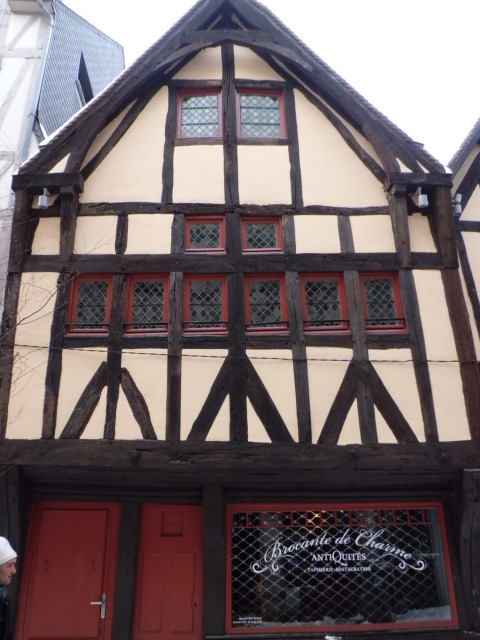
Maison XIIIe – XIVe siècle, rue Damiette.
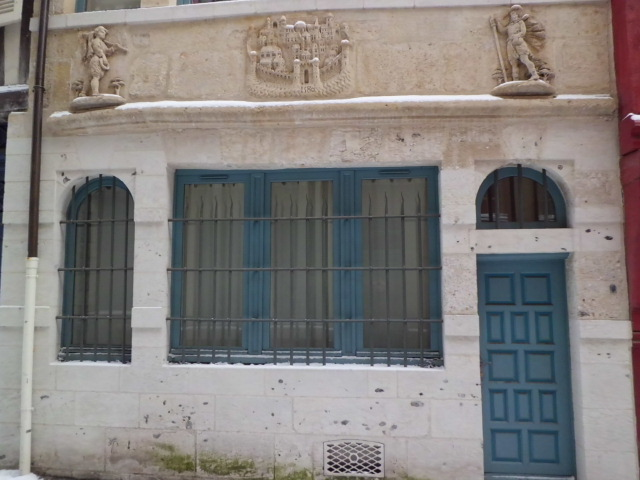
Façade Renaissance de maison, en pierre, rare à Rouen, rue Étoupée.
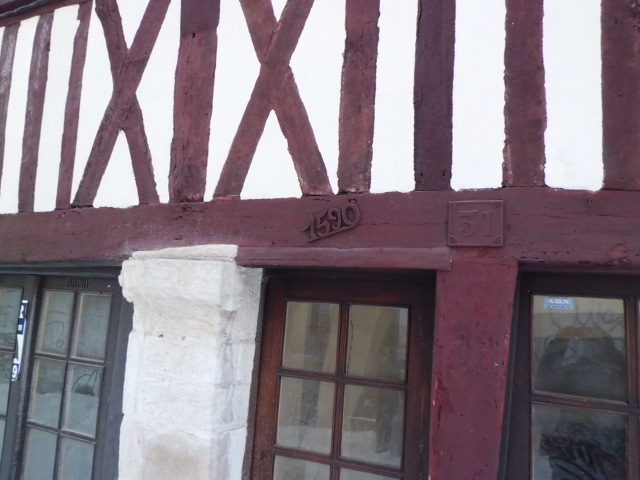
Millésime 1590, rue Abbé-de-l'Épée.
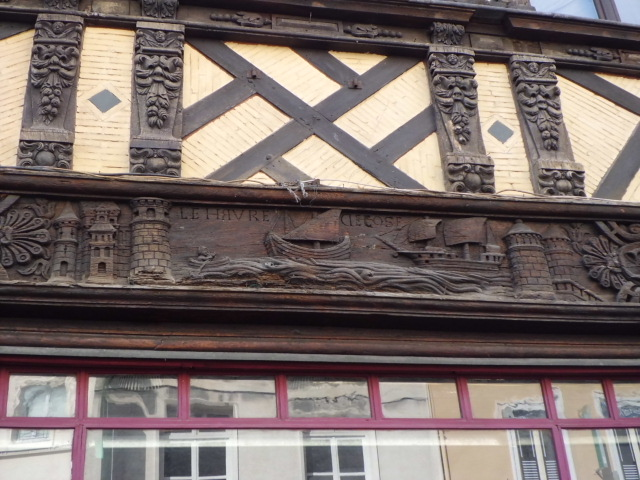
Détail sculpture colombage, XVIe – XVIIe siècle, rue d'Amiens.
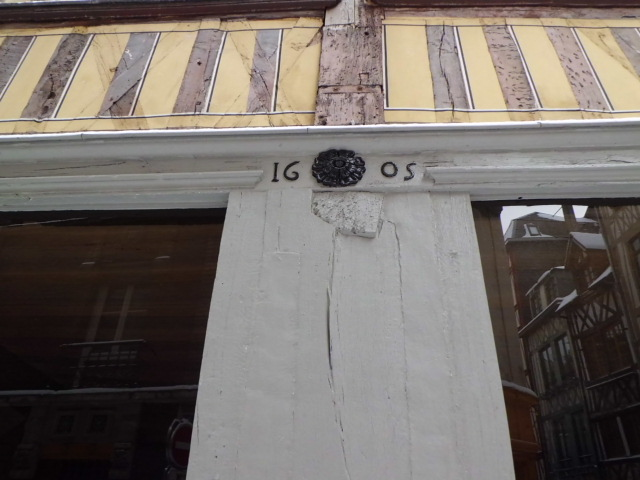
Millésime 1605, rue Étoupée.
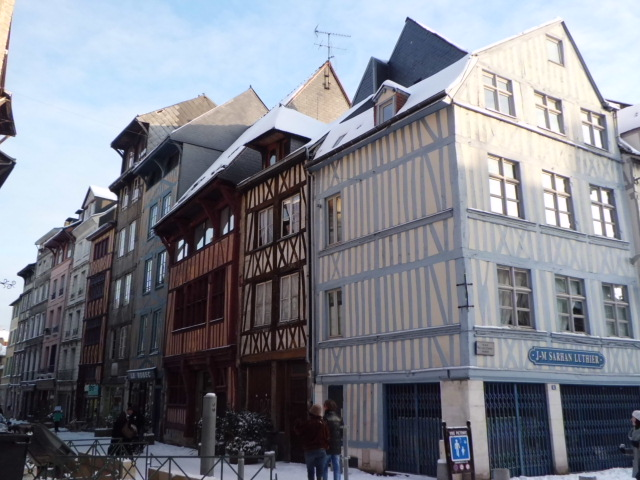
Maisons de diverses époques, rue Eau-de-Robec.
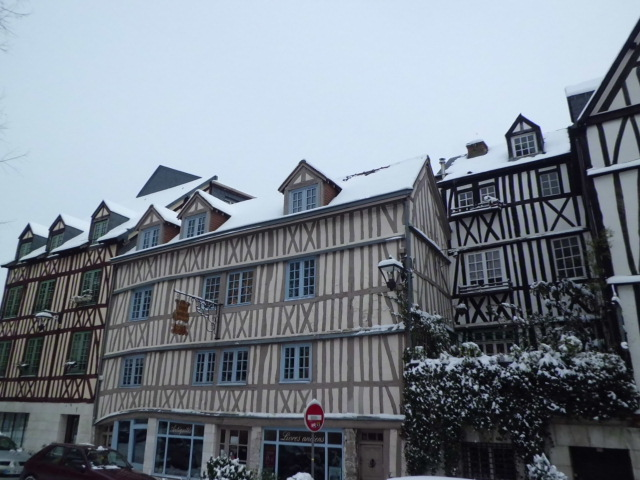
Maison des XVIIe et XVIIIe siècles.

## Pour approfondir